# Liolaemus purul
Liolaemus purul — вид ігуаноподібних ящірок родини Liolaemidae. Ендемік Аргентини.

## Поширення і екологія
Liolaemus purul мешкають в перегір'ях Анд на території провінції Неукен. Вони живуть в гірських чагарникових заростях, зустрічаються на висоті від 1200 до 1400 м над рівнем моря. Живляться комахами, є живородними.